# 李添嬡
李添嬡（1907年5月5日—1992年2月26日）是聖公宗史上首位女牧師以及三自愛國教會牧師。

## 女牧風波
李添嬡於1940年至1946年在澳門馬禮遜教堂工作。時值中國抗日戰爭，大量難民湧入由葡萄牙統治的澳門。1941年李添嬡被當時聖公會維多利亞教區兼中華聖公會港粵教區主教何明華按立為會吏；同年聖誕節香港淪陷。當時澳門並無聖公會牧師常駐，在香港和廣東的牧師也無法跨越日本佔領區到澳門主持聖餐崇拜。有見及此，何明華及其下中華聖公會副會督莫壽增於1942年特許李添嬡會吏主持聖餐崇拜。
當時聖公會教規是不允許女性當牧師的，然而何明華屬於聖公會高派教會，認為聖餐崇拜得由牧師主持，因此決定破例按立李添嬡為牧師。李添嬡由澳門冒險跨越日本佔領區，七天後到達廣東新興會合何明華，並於1944年1月25日在肇慶被何明華按立為牧師。
此舉在普世聖公宗引發爭議，兩任坎特伯里大主教威廉湯樸和費沙都表明反對，何明華面臨遭到革職的命運。李添嬡為免何明華主教繼續受壓，最後在1946年主動辭去牧師職務（但未有放棄聖品品秩） 。
要到1971年香港聖公會按立兩位女牧師起，普世聖公宗才逐漸接受女性當牧師。截至2015年底，普世聖公宗38個教省中有31個允許女牧師，20個允許女主教。

## 履歷
- 1907年5月5日：李添嬡出生於香港石排灣一基督教家庭。
- 1931年至1933年: 入讀庇理羅士女子中學。
- 1934年至1938年：入讀廣州市廣東協和神學院。
- 1938年：被派到九龍諸聖堂實習。
- 1940年：被派到澳門馬禮遜教堂工作。
- 1941年5月22日：在香港聖約翰座堂被何明華主教按立為會吏。
- 1944年1月25日：在廣東肇慶被何明華按立為牧師，成為普世聖公宗首位女牧師。
- 1946年：當時坎特伯里大主教控告何明華按立女牧師觸犯普世聖公宗法規。李添嬡辭去牧師職務。三月，中華聖公會主教院在戰後舉行會議，要求何明華接納李添嬡的辭職。
- 1947年：被派到廣西合浦聖巴拿巴堂工作。
- 1951年: 入燕京大學神學系深造。
- 1953至1954年: 被派到廣東協和神學院任教。
- 1958年: 大躍進運動期間被下放到江高鎮農場。
- 1960年: 被派到廣州市三自愛國教會所辦的前進化工廠。
- 1961年: 在三元里社會主義學院接受社會主義思想改造，並編入廣東三自愛國教會文史資料組。
- 1964年8月28日：撰寫《何明華主教 （页面存档备份，存于）》一文，批評何明華「一手勾結國民黨，一手接近共產黨」，表明要「揭露他所幹的幾件勾當，撕掉他的主教外衣，暴露他的猙獰面目。」文章隨後於中國人民政治協商會議廣州市委員會出版的《廣州文史》發表。
- 1966年: 文化大革命期間再被派到前進化工廠。1966年紅衞兵運動爆發後第三日，設在廣州市基督教女青年會二樓的文史資料組史料室被紅衛兵摧毁，李添嬡後來在其回憶錄《生命的雨點》中稱，同工們多年的寫作，珍貴的心血給烈火化爲灰燼。
- 1974年: 退休。
- 1979年至1980年：中國宗教重新開放，在廣州錫安堂事奉。
- 1981年：獲准返香港探親，在親人要求下申請成為加拿大公民。
- 1982年11月: 移居加拿大多倫多。
- 1984年：在多倫多聖約翰堂舉行按立牧師40周年慶祝會，數日後邀前往英國倫敦，被當時坎特伯里大主教藍西（Robert Runcie）接待，並舉行大型慶祝會祝賀她按牧40周年。
- 1987年：應坎特伯里大主教的邀請，回中國考察教會工作。。
- 1988年：以首位女牧師的身份參加在英國舉行的普世聖公宗蘭柏會議（Lambeth Conference）
- 1990年聖誕後：在家中跌倒傷及脊骨。
- 1992年2月26日：李添嬡牧師安息主懷。
- 2008年5月：中國文史出版社出版、中國人民政治協商會議廣州市委員會「學習和文史資料委員會」編輯的《廣州文史資料存稿選編（十）》，收錄李添嬡撰寫的《何明華主教 （页面存档备份，存于）》一文。